# Carlos Pellicer Cámara
Carlos Pellicer Cámara (San Juan Bautista, hoy Villahermosa, Tabasco; 16 de enero de 1897 - Ciudad de México; 16 de febrero de 1977) fue un escritor, poeta, museógrafo y político mexicano. Se desempeñó como senador de la República por el estado de Tabasco desde el 1 de septiembre de 1976 hasta su fallecimiento.

## Biografía

### Primeros años
Carlos Pellicer Cámara nació el 16 de enero de 1897 en San Juan Bautista, Tabasco (hoy Villahermosa). Provenía de la familia Cámara, asentada en Campeche por parte materna. Su infancia transcurrió en un entorno marcado por la modernidad y los cambios políticos del siglo XX. Durante su niñez, asistió a la escuela primaria Daría González en Villahermosa, donde comenzó a manifestar su interés por la literatura, escribiendo sus primeros sonetos a los 12 años mientras ayudaba a la economía familiar.
La Revolución Mexicana y la efervescencia de su época lo influyeron profundamente, motivándolo a aspirar a ser piloto civil. Sin embargo, su vocación poética pronto prevaleció. En 1909, tras la incorporación de su padre al ejército constitucionalista, Carlos y su madre se trasladaron a Campeche. Más adelante, su talento lo llevó a cursar estudios en la Escuela Nacional Preparatoria, donde entabló relaciones con destacados intelectuales de su tiempo.
El gobierno de Venustiano Carranza le otorgó una beca para representar a México en Colombia y Venezuela como agregado estudiantil, experiencia que marcó su formación cultural y política. Durante su estancia, fundó la Federación de Estudiantes Colombianos en Bogotá. Sin embargo, tras criticar la dictadura venezolana de Juan Vicente Gómez en un discurso ante la Federación de Estudiantes en México, generó gran controversia por su postura abierta y firme.
Pellicer también fue secretario privado de José Vasconcelos, con quien colaboró en  proyectos educativos y artísticos.

## Profesor y alfabetizador
José Vasconcelos Calderón, rector de la Universidad Nacional, impresionado por sus palabras contra el dictador de Venezuela quiso conocerlo. Vasconcelos le dio trabajo en la Universidad, primero como escribiente y después como oficial. Simultáneamente ejerce como profesor de lengua española en la Escuela Nacional Preparatoria. Meses después, cuando el rector es nombrado secretario de Educación Pública, ocupa un puesto en esta institución.
Vasconcelos convoca a los jóvenes a participar apasionadamente en su proyecto educativo, que pretendía emular la hazaña de primeros evangelizadores. Los nuevos misioneros tenían la tarea de erradicar el analfabetismo de todos los rincones del país. Para este propósito formó grupos de voluntarios, que se lanzaron a las vecindades a dar clases.
En agosto de 1921, junto con Vicente Lombardo Toledano, Diego Rivera, José Clemente Orozco y Xavier Guerrero entre otros, fundó el Grupo Solidario del Movimiento Obrero. Fue profesor de poesía moderna en la UNAM y director del Departamento de Bellas Artes. Organizó los museos Frida Kahlo, el de La Venta, y el de Anahuacalli. Colaboró en las revistas Falange (1922-23), Ulises (1927-28) y Contemporáneos (1928-31).
Carlos Pellicer y Daniel Cosío Villegas emplearon los sábados y domingos para llevar a cabo la tarea de "evangelizar" en materia de letras a los habitantes de una vecindad de Peralvillo. Una mañana, muy temprano, cuenta Cosío Villegas, que entraron a un patio silencioso y desierto donde parecía no vivir nadie. El carácter tozudo del poeta lo hizo vociferar:

"¡Y bien! ¿Qué nadie vive aquí? Entonces, ¿quién riega las macetas, quién lava los corredores, quién barre el patio?"

Cuando los primeros curiosos se asomaron por las ventanas y algunos otros se acercaron desconcertados al joven que vociferaba; Pellicer se transformaba de pregonero de feria en misionero, les instaba a bajar para darles la buena nueva. Les contaba que era poeta, recitaba sus versos, o alguno de Salvador Díaz Mirón y cuando captaba la atención del público, les explicaba que todo esto era gracias a las letras.
A continuación, con ayuda de su pizarra trataba de iniciarles en el gusto por las letras. Cuando terminaba su explicación acordaban el día y la hora se verían para continuar las clases. Atrajo mucha gente, que se dividieron en dos grupos uno de los cuales atendía Daniel Cosío.
La transformación educativa iniciada por Vasconcelos tuvo frutos. En 1921 cuando había tomado a su cargo la Secretaría de Educación Pública sólo había 8 171 escuelas, 17 206 maestros y 679 897 alumnos, con un presupuesto de 2 218 000 pesos. En 1924 dejó un presupuesto de 52 363 000 pesos y también 13 487 escuelas, 26 065 maestros y 1 049 539 alumnos.
Años después, debido a una invitación que le hiciera el poeta argentino José Ingenieros para visitar París y con la ayuda de una beca para estudiar museografía en la Sorbona, Pellicer vive en Europa durante poco más de tres años.

### Regreso a México
Retorna a México para unirse a la campaña presidencial de José Vasconcelos. Al igual que a su llegada de Sudamérica, se encontró con una juventud pujante e irreverente y pasó a formar parte del llamado vasconcelismo. En 1929 fue detenido por este solo motivo cuando se disponía a dar su paseo acostumbrado de las Lomas a los Remedios.
Las gestiones de su familia y amigos consiguen su libertad en breve tiempo.

### El exilio voluntario
No fue fácil reiniciar la vida, abandonó la prisión para sumirse en una cárcel de libertad:

Que se cierre esa puerta que no me deja estar a solas con tus besos.

Así, escribiendo versos, comenzaba su exilio en su propia patria, pero no era la única puerta que rondaba en sus soledades, todas las entradas estaban cerradas. Era un poeta marcado por causa de su militancia vasconcelista. La pobreza lo había seguido toda la vida, pero hasta ese momento no le había hecho un poema a la miseria, lamentaba que sus padres tuvieran que sufragare dinero para el tranvía.

### Maestro de la escuela secundaria N.º4
A principios de 1931 cambia su suerte, publica: Cinco poemas y consigue ingresar como profesor de Historia de México, Historia Universal y Literatura Castellana en la Escuela Secundaria N.º 4. Ejercería el magisterio durante veinte años.
Caminaba junto a sus alumnos por las calles de la ciudad, llevando traje y corbata. En aquella época, Pellicer gustaba vestir elegante. Hacia el final de su vida se despojó de cierta frivolidad. Ocultaba su calvicie con un sombrero y sus ojos con lentes oscuros. Ahora eran los jóvenes quienes podían decir que eran alumnos de Carlos Pellicer.
En 1932, durante el primer ciclo, de la primera temporada del Teatro Orientación Pellicer prueba suerte en las tablas y debuta como actor dramático. Actuó en la obra Georges Dandin con el papel protagonista. Su participación fue desastrosa, pues marcó su debut y despedida.
Uno de sus mejores pasatiempos era visitar a los libreros que se apostaban en las banquetas de las calles de Tacuba. Los hijos de uno de estos comerciantes habían sido sus condiscípulos en la Escuela Nacional Preparatoria y ahora eran activos proveedores de su antiguo compañero de escuela. Por otra parte continuaba impartiendo clases a los alumnos del tercer grado. Cuando comenzaban los cursos les indicaba cual era el programa a desarrollar y lo cumplía con puntualidad; aunque no era un maestro autoritario, hacía guardar el orden.
Al igual que en los años anteriores comenzó el primer día de clases del año 1934 hablando a sus alumnos de la cultura Griega. Les hacía notar su influencia en la cultura mexicana y la forma en que el periodo renacentista tuvo que volver a los clásicos para romper con la escolástica. Causó una profunda huella en su alumno Pedro Ramírez Vázquez quien se mostró muy interesado en el tema. Este declaró en una entrevista:

"No hablaba de Grecia como una sucesión de fechas y héroes si no se refería a la vida cotidiana de las personas"

Pellicer llevaba a su alumnos a visitar inmuebles del centro de la ciudad, principalmente iglesias. Esta práctica le servía de base para contar anécdotas históricas alrededor de obras arquitectónicas. También organizaba excursiones a zonas arqueológicas. Visitaban Tenayuca, en Santa Cecilia Acatitlán, para observar los restos de una pirámide y el templo católico adyacente. En otras ocasiones iban a Teotihuacán y Acolman. Su sobrino Carlos Pellicer López evoca que en las visitas a Tezcutzingo, donde se encuentran los restos del jardín de Nezahualcóyotl, les pedía a su alumnos que hicieran dibujos.
Sus pláticas frecuentemente versaban sobre el vasconcelismo y la huella que había dejado en la cultura mexicana. Solía decir:

"Si los muralistas tenían una personalidad tan imponente, cómo sería Vasconcelos que había podido reunir a su alrededor intelectuales de primera línea."

La forma de impartir los conocimientos de manera integral hacía despertar las inquietudes de sus alumnos. Al joven Pedro Ramírez Vázquez lo condujo a la arquitectura, disciplina que no le atraía al ingresar a la secundaria. Pellicer continuó dando clases durante los siguientes años y algunos de sus alumnos alcanzaron lugares prominentes dentro de la sociedad. En esos mismos años, y debido al impulso de su gran amiga, la poetisa Gabriela Mistral, se le comienza a conocer como "El poeta de América".

### El museólogo
Durante mucho tiempo, Pellicer utiliza su tiempo libre viajando por México y buscando en sus viajes arte prehispánico olvidado en México. Recopila figuras e idolillos. Es posible que de ahí le nace la afición museística.
Finalmente, Pellicer dejó el magisterio para organizar museos. Como museógrafo es según muchos una referencia innovadora. Fue pionero de esta disciplina y su más significativa enseñanza era que:

"Las cosas por sí mismas manejan su propia retórica y su elocuencia es su patrimonio intrínseco."

El 16 de mayo de 1952 fue nombrado miembro correspondiente de la Academia Mexicana de la Lengua, poco después fue nombrado miembro de número, tomó posesión de la silla XXXI el 16 de octubre de 1953. Pellicer opinaba de su actividad museográfica lo siguiente:

"...cuando hago un museo y los he hecho siempre solo; todos los errores son míos, y si hay aciertos también son míos. Estoy más cerca de la lógica y el orden a través del tacto moviendo o movilizando objetos, que manejando las palabras. Para mí hombre confundido con la tierra, las palabras son demasiado volátiles: se me escapan de las manos. En la organización de museos es donde me encuentro con menos obstáculos, con mayor posibilidad de ejercer, de establecer el orden".

Desvinculado de su actividad docente y huyendo de los recuerdos de la madre fallecida; inicia con pasión su obra museográfica. Para ello habla con el gobernador de Tabasco con el fin de organizar la reestructuración del Museo de Tabasco. Empieza a trabajar hasta el año siguiente. Trasformar el anticuado museo le lleva todo el año y el siguiente. En ese tiempo organiza doce salas de exhibición. La sala que alberga los códices mayas la dedica a Lord Kingsborough, que muere en prisión y en la miseria, por los compromisos contraídos para publicar en Inglaterra códices indígenas mexicanos. Proyecta también un auditorio, una oficina, una biblioteca y una sala de exhibiciones temporales. Para poder realizar este proyecto tuvo que viajar constantemente a Villahermosa. Al no tener casa colocó en el vano de la escalera del propio museo una cama y una caja de madera que hacia las veces de guardarropa. El vano de la escalera era preservado de la mirada de los visitantes al museo por un biombo de madera. Su espíritu franciscano es parte de la respuesta a la actitud estoica que lo llevaba a aquel rincón. La otra es la estrechez económica que nunca lo abandonó. Hoy, en su honor el museo se llama Museo Regional de Antropología Carlos Pellicer Cámara.
El 17 de septiembre de 1964 obtiene el Premio Nacional de Literatura y Lingüística. Ese mismo año, su antiguo discípulo, el arquitecto Pedro Ramírez Vázquez inauguraba el Museo Nacional de Antropología en Ciudad de México. Para su diseño se basó en las indicaciones de Pellicer. Pedro Ramírez Vázquez tuvo la oportunidad de colaborar con su maestro en etapas posteriores del museo regional de Tabasco a orillas del río Grijalva.
En la Casa Museo Carlos Pellicer Cámara, donde nació el poeta, hay una reproducción de esta escalera y en el ambiente flota uno de sus versos: "Esta barca sin remos es la mía". Ese mismo año el Dr. Manuel Fierro coordina el Congreso Mundial de Cardiología e invita a su antiguo profesor de historia a escribir unas líneas acerca del significado del corazón en la cosmovisión prehispánica. Su disertación aparece publicada en el diario del congreso y es profundamente pellicereana.
El Museo Carlos Pellicer, con piezas arqueológicas donadas por él mismo, tiene el nombre oficial de Museo de Arte Prehispánico Carlos Pellicer. Se encuentra en lo que fue el granero del Ex Convento de la Natividad, el majestuoso conjunto conventual de Tepoztlán, pueblo mágico. Fue inaugurado el 24 de julio de 1965 por el entonces Presidente de la República Adolfo López Mateos, su compañero de filas en el Vasconcelismo.

### Los últimos años
Siguió manteniendo amistad con sus exalumnos durante toda su vida. En 1972 viajó junto a su discípulo, médico de cabecera y amigo, el doctor Fierro, a la península de Baja California con un grupo de médicos destacados, entre ellos el alergólogo Mario Salazar Mallén e invitados especiales de otras disciplinas. Pellicer impartió conferencias de Historia de México y Miguel León Portilla de la historia de Baja California. En ese viaje sufrieron una avería y quedaron frente al desierto. Pellicer aprovechó para hacer los apuntes que luego se convertirían en su poema Dulce canto del desierto.
En 1976 fue elegido senador de la República por el Partido Revolucionario Institucional (PRI), tras de una campaña como candidato externo a ese partido.
Carlos Pellicer Cámara falleció a la edad de 80 años en la Ciudad de México y sus restos descansan en la Rotonda de las Personas Ilustres..
En su honor y como un homenaje a la trayectoria del ilustre tabasqueño, el Museo de Antropología del estado de Tabasco lleva el nombre de Museo Regional de Antropología Carlos Pellicer Cámara. También el circuito interior de la ciudad de Villahermosa, la capital de Tabasco, lleva el nombre del poeta de América, su nombre también está escrito en letras de oro en el Congreso del Estado.

## Características poéticas
Como poeta, perteneció a una generación de intelectuales mexicanos que adoptaron el nombre de Los contemporáneos. Corresponde a éstos haber aportado, desde Latinoamérica, un estilo literario de vanguardia. Este hecho adquiere mayor importancia si se tiene en cuenta que México ha adoptado con facilidad influencias extranjeras. En ese sentido, Pellicer no fue sólo un gran poeta, también fue un innovador.
La modernidad del siglo XX, que en México fue especialmente notoria, hace que Pellicer busque esta modernidad en la poesía.
Carlos Pellicer es el primer poeta realmente moderno que se da en México. No se rebela contra el modernismo: lo incorpora a la vanguardia, toma de esta y otras corrientes aquello útil para decir lo que quiere decir. Cuando muchos de los Contemporáneos exploraban los desiertos de la conciencia, Pellicer redescubre la belleza del mundo. Sus palabras quieren reordenar la creación. Y en ese trópico entrañable los elementos se concilian: la tierra, el aire, el agua, el fuego le permiten mirar "en carne viva la belleza de Dios". Pellicer ve el mundo con otros ojos y al hacerlo modifica la poesía mexicana. Su obra, toda una poesía con su pluralidad de géneros, se resuelve en una luminosa metáfora, en una interminable alabanza del mundo: Pellicer es el mismo de principio a fin.

Pudrió el tiempo los años que en las selvas pululan.

Yo era un gran árbol tropical.

En mi cabeza tuve pájaros;

sobre mis piernas un jaguar
Carlos Pellicer

## Obras
- 1921: Colores en el mar y otros poemas
- 1924: 
  - Piedra de sacrificios
  - Seis, siete poemas
  - Oda de junio
- 1927: Hora y 20
- 1929: Camino
- 1931: Cinco Poemas
- 1933: Esquemas para una oda tropical
- 1934: Estrofas al mar marino
- 1937: Hora de junio (1929-1936)
- 1940: Ara virginum
- 1941:vida
  - Recinto y otras imágenes
  - Exágonos
- 1946: Discurso por las flores
- 1949: Subordinaciones
- 1950: Sonetos
- 1956: Práctica de vuelo
- 1961: El trato con escritores (colectivo)
- 1962:
  - Material poético 1918-1961
  - Dos poemas
  - Con palabras y fuego (Ed. Tezontle, Fondo de Cultura Económica; retrato frontispicial por Alfonso Ayala)
- 1965: Teotihuacán, y 13 de Agosto: Ruina de Tenochtitlán[7]
- 1966: Bolívar, ensayo de biografía popular
- 1972: Noticias sobre Nezahualcóyotl y algunos sentimientos
- 1976: Cuerdas, percusión y alientos

### Obras póstumas
- 1978:
  - Reincidencias
  - Cosillas para el nacimiento
- 1981: Edición de su Obra Poética a cargo de Luis Mario Schneider
- 1985: Cartas desde Italia
- 1987: Cuaderno de viaje
- 2023: Soledad de soledades. Antología poética,  a cargo de Juan Carlos Abril